# Team Dimension Data/Saison 2018
Dieser Artikel listet Erfolge und Fahrer des Radsportteams Dimension Data in der Saison 2018 auf.

## Erfolge in der UCI WorldTour
In den Rennen der Saison 2018 der UCI WorldTour gelangen die nachstehenden Erfolge.
| Datum        | Rennen                    | Fahrer   |
| ------------ | ------------------------- | -------- |
| 28. August   | 4. Etappe Vuelta a España | Ben King |
| 2. September | 9. Etappe Vuelta a España | Ben King |

## Erfolge in der UCI Asia Tour
In den Rennen der Saison 2018 der UCI Asia Tour gelangen die nachstehenden Erfolge.
| Datum      | Rennen               | Kat. | Fahrer         |
| ---------- | -------------------- | ---- | -------------- |
| 8. Februar | 4. Etappe Dubai Tour | 2.HC | Mark Cavendish |

## Erfolge in der UCI Europe Tour
In den Rennen der Saison 2018 der UCI Europe Tour gelangen die nachstehenden Erfolge.
| Datum     | Rennen                     | Kat. | Fahrer               |
| --------- | -------------------------- | ---- | -------------------- |
| 18. April | 3. Etappe Tour of the Alps | 2.HC | Ben O’Connor         |
| 17. Mai   | 2. Etappe Tour of Norway   | 2.HC | Edvald Boasson Hagen |

## Erfolge bei den Nationalen Straßen-Radsportmeisterschaften
In den Rennen zu den Nationalen Straßen-Radsportmeisterschaften 2018 gelangen die nachstehenden Erfolge.
| Datum    | Rennen                                       | Fahrer               |
| -------- | -------------------------------------------- | -------------------- |
| 21. Juni | Norwegische Meisterschaft – Einzelzeitfahren | Edvald Boasson Hagen |
| 24. Juni | Eritreische Meisterschaft – Straßenrennen    | Merhawi Kudus        |

## Mannschaft
| Teamkader 2018                               | Teamkader 2018    | Teamkader 2018         | Teamkader 2018                        |
| Name                                         | Geburtsdatum      | Land                   | Vorheriges Team                       |
| -------------------------------------------- | ----------------- | ---------------------- | ------------------------------------- |
| Igor Antón (1. Jan.–16. Sep.)                | 2. März 1983      | Spanien                | Movistar Team (2015)                  |
| Natnael Berhane                              | 5. Januar 1991    | Eritrea                | Team Europcar (2014)                  |
| Edvald Boasson Hagen                         | 17. Mai 1987      | Norwegen               | Team Sky (2014)                       |
| Mark Cavendish                               | 21. Mai 1985      | Vereinigtes Königreich | Etixx-Quick Step (2015)               |
| Steve Cummings                               | 19. März 1981     | Vereinigtes Königreich | BMC Racing Team (2014)                |
| Scott Davies                                 | 5. August 1995    | Vereinigtes Königreich | Team Wiggins (2017)                   |
| Nic Dlamini                                  | 12. August 1995   | Südarfika              | Dimension Data for Qhubeka (2017)     |
| Nicolas Dougall                              | 21. November 1992 | Südarfika              |                                       |
| Bernhard Eisel                               | 17. Februar 1981  | Österreich             | Team Sky (2015)                       |
| Ryan Gibbons                                 | 13. August 1994   | Südarfika              | Dimension Data for Qhubeka (2016)     |
| Reinardt Janse van Rensburg                  | 3. Februar 1989   | Südarfika              | Giant-Shimano (2014)                  |
| Jacques Janse van Rensburg                   | 6. September 1987 | Südarfika              | Burgos 2016-Castilla y León (2011)    |
| Ben King                                     | 22. März 1989     | Vereinigte Staaten     | Cannondale-Drapac (2016)              |
| Merhawi Kudus                                | 23. Januar 1994   | Eritrea                | World Cycling Centre (2013)           |
| Louis Meintjes                               | 21. Februar 1992  | Südarfika              | UAE Team Emirates (2017)              |
| Lachlan Morton                               | 2. Januar 1992    | Australien             | Jelly Belly-Maxxis (2016)             |
| Ben O’Connor                                 | 25. November 1995 | Australien             | Avanti IsoWhey Sports (2016)          |
| Serge Pauwels                                | 21. November 1983 | Belgien                | Omega Pharma-Quick Step (2014)        |
| Mark Renshaw                                 | 22. Oktober 1982  | Australien             | Etixx-Quick Step (2015)               |
| Tom-Jelte Slagter                            | 1. Juli 1989      | Niederlande            | Cannondale-Drapac (2017)              |
| Jay Robert Thomson                           | 12. April 1986    | Südarfika              | UnitedHealthcare (2012)               |
| Scott Thwaites                               | 12. Februar 1990  | Vereinigtes Königreich | Bora-Argon 18 (2016)                  |
| Johann van Zyl                               | 2. Februar 1991   | Südarfika              |                                       |
| Jacobus Venter                               | 13. Februar 1987  | Südarfika              | Differdange-Magic-SportFood.de (2012) |
| Julien Vermote                               | 26. Juli 1989     | Belgien                | Quick-Step Floors (2017)              |
| Amanuel Ghebreigzabhier                      | 17. August 1994   | Eritrea                | Dimension Data for Qhubeka (2017)     |
| Mekseb Debesay                               | 16. Juni 1991     | Eritrea                | Bike Aid (2015)                       |
| Matteo Sobrero (1. Aug.–31. Dez., Stagiaire) | 14. Mai 1997      | Italien                | Colpack (2017)                        |
| Kent Main (1. Aug.–31. Dez., Stagiaire)      | 8. Januar 1996    | Südarfika              | Dimension Data for Qhubeka (2018)     |
| Connor Swift (1. Aug.–31. Dez., Stagiaire)   | 30. Oktober 1995  | Vereinigtes Königreich | Madison Genesis (2018)                |
|                                              |                   |                        |                                       |
| Quellen: ProCyclingStats Cycling Quotient    |                   |                        |                                       |